# Universidad Colegio Mayor de Cundinamarca
La Universidad Mayor de Colombia es una universidad pública de carácter nacional de Colombia, con acreditación institucional en alta calidad, ubicada en Bogotá, Funza y Fusagasugá. Es un ente Universitario Autónomo, con régimen especial, personería jurídica, autonomía académica, administrativa y financiera, patrimonio independiente, vinculado al Ministerio de Educación Nacional, en lo que se refiere a las políticas y a la planeación del sector educativo. 
Además de las sedes del Centro de Bogotá y la Universidad Pública de Kennedy en el Tintal, la Universidad Colegio Mayor de Cundinamarca empezó a operar en el municipio de Funza en el año 2020 y a partir de 2024 lo hace también desde el municipio de Fusagasugá. 
Cabe destacar que, a partir del año 2025, la institución anteriormente conocida como Universidad Colegio Mayor de Cundinamarca adoptó oficialmente el nombre de Universidad Mayor de Colombia, como parte de un proceso de renovación institucional y modernización de su identidad.

## Fundación
Creada por la Ley 48 del 17 de diciembre de 1945, con el nombre de Colegio Mayor de Cultura Femenina de Cundinamarca. Mediante la Ley 91 de 1993 cambia el nombre a Universidad Colegio Mayor de Cundinamarca y fue reconocida como universidad según Resolución 828 del 13 de marzo de 1996 expedida por el Ministerio de Educación Nacional. 
Actualmente cambia su nombre a Universidad Mayor de Colombia. 

## Acreditación en Alta Calidad
La Universidad Mayor de Colombia, cuenta con Acreditación Institucional en Alta Calidad, según la resolución 00021 del 11 de enero de 2023 “Por medio de la cual se otorga la Acreditación Institucional en Alta Calidad a la Universidad Colegio Mayor de Cundinamarca con lugar de desarrollo en Bogotá por un término de seis años”, expedida por el Ministerio de Educación Nacional de Colombia. De igual forma, el claustro universitario cuenta actualmente con algunos programas acreditados en alta calidad, dentro de los cuales se encuentran Bacteriología y laboratorio clínico, Trabajo Social, Delineantes de Arquitectura e Ingeniería y Tecnología en Administración y Ejecución de Construcciones; y los programas que están realizando el proceso para la acreditación de alta calidad son Economía y Administración de empresas comerciales, y los programas restantes tiene como objetivo a corto y mediano plazo, estar acreditados. Para ello, se encuentra diseñando sus respectivos proyectos, prácticas y estrategias metodológicas.

## Facultades

### Facultad de Administración y Economía
La facultad está destinada a direccionar los procesos académicos y administrativos que fortalezcan el avance de los programas de educación superior mediante el desarrollo de la docencia, la investigación y la proyección social, para contribuir así a la comprensión de los fenómenos de las ciencias económicas y administrativas en el ámbito local, regional, Nacional e internacional. La Universidad tiene previsto que la facultad de Administración y Economía sean reconocidos por la alta calidad de sus programas académicos como resultados del fortalecimiento de la docencia, la pertinencia de la investigación y el impacto de la proyección social para el 2015.

#### Programas de Pregrado (Profesional):
- Administración de Empresas Comerciales.
- Contaduría Pública.
- Economía.

#### Programas de Pregrado (Tecnología):
- Tecnología en Gestión Administrativa y Financiera.
- Tecnología en Gestión de Negocios.

#### Programas de Posgrado (Especialización):
- Especialización en Gerencia de Marketing Digital. (próximamente)

#### Programas de Posgrado (Maestría):
- Maestría en Administración de Negocios - MBA. (próximamente)

- Maestría en Emprendimiento. (próximamente)

### Facultad de Ciencias Sociales
La facultad está en la obligación de proyectar social-mente la misión de los programas, mediante la participación en la formulación de políticas sociales y el diseño, gestión y evaluación de planes, programas y proyectos, que impulsados por el estado y la sociedad civil, se orienten a mejorar la calidad de vida y la promoción del desarrollo humano y social.

#### Proyectos curriculares en Pregrado
- Trabajo Social.
- Turismo.

### Facultad de Ciencias Básicas
- pregrado en Matemática Aplicada

#### Especializaciones
- Especialización en Gerencia en Seguridad y Salud en el Trabajo.
- Especialización en Promoción en Salud y Desarrollo Humano.

#### Maestrías
- Maestría en Desarrollo Humano

### Facultad de Ingeniería y Arquitectura

#### Proyectos curriculares en Tecnología
- Tecnología en delineantes de Arquitectura e Ingeniería. Acreditación en alta calidad.
- Tecnología en Administración y Ejecución de Construcciones. Acreditación en alta calidad.

#### Proyectos curriculares en Pregrado
- Construcción y Gestión en Arquitectura.
- Diseño Digital y Multimedia.
- Arquitectura Profesional (recién agregado)

#### Especializaciones
- Especialización en Edificación sostenible.
- Especialización en Metodología BIM para el Desarrollo de Proyectos de la Edificación.

#### Maestrías
- Maestría en Construcción Sostenible.

### Facultad de Ciencias de la Salud

#### Proyectos curriculares en Pregrado
- Bacteriología y Laboratorio Clínico. Acreditación en alta caliad.

#### Especializaciones
- Especialización en Gerencia de la Calidad en Salud.

#### Maestrías
- Maestría en Microbiología.

### Facultad de Derecho
La Facultad de Derecho de la Universidad ha sido reconocida en el ambiente académico nacional como una célula innovadora en la materia, pues al contar con 25 años, transcurridos a partir de su fundación en el año 1998, Alicia Moyano Iregui es la fundadora de la facultad y ex-rectora de la institución.
Se ha consolidado como la única Facultad estatal nocturna de Derecho para jóvenes y trabajadores; gozando de un creciente prestigio que puede ser evidenciado por los reconocimientos y logros que ha percibido.
La Facultad de Derecho de la Universidad tiene dos sedes en la ciudad de Bogotá (Calle 34 y Tintal), una en el municipio de Funza (Carrera 16,  Institución Educativa Departamental Miguel Antonio Caro sede La Inmaculada.) y otra más en el municipio de Fusagasugá (Transversal 12 No 16 Bis – 56, Institución Educativa Municipal Carlos Lozano y Lozano).

#### Proyectos curriculares en Pregrado
- Derecho

#### Especializaciones
- Especialización en Derecho Internacional Público

#### Maestrías
- Maestría en Derecho Penal

## Galería de fotos

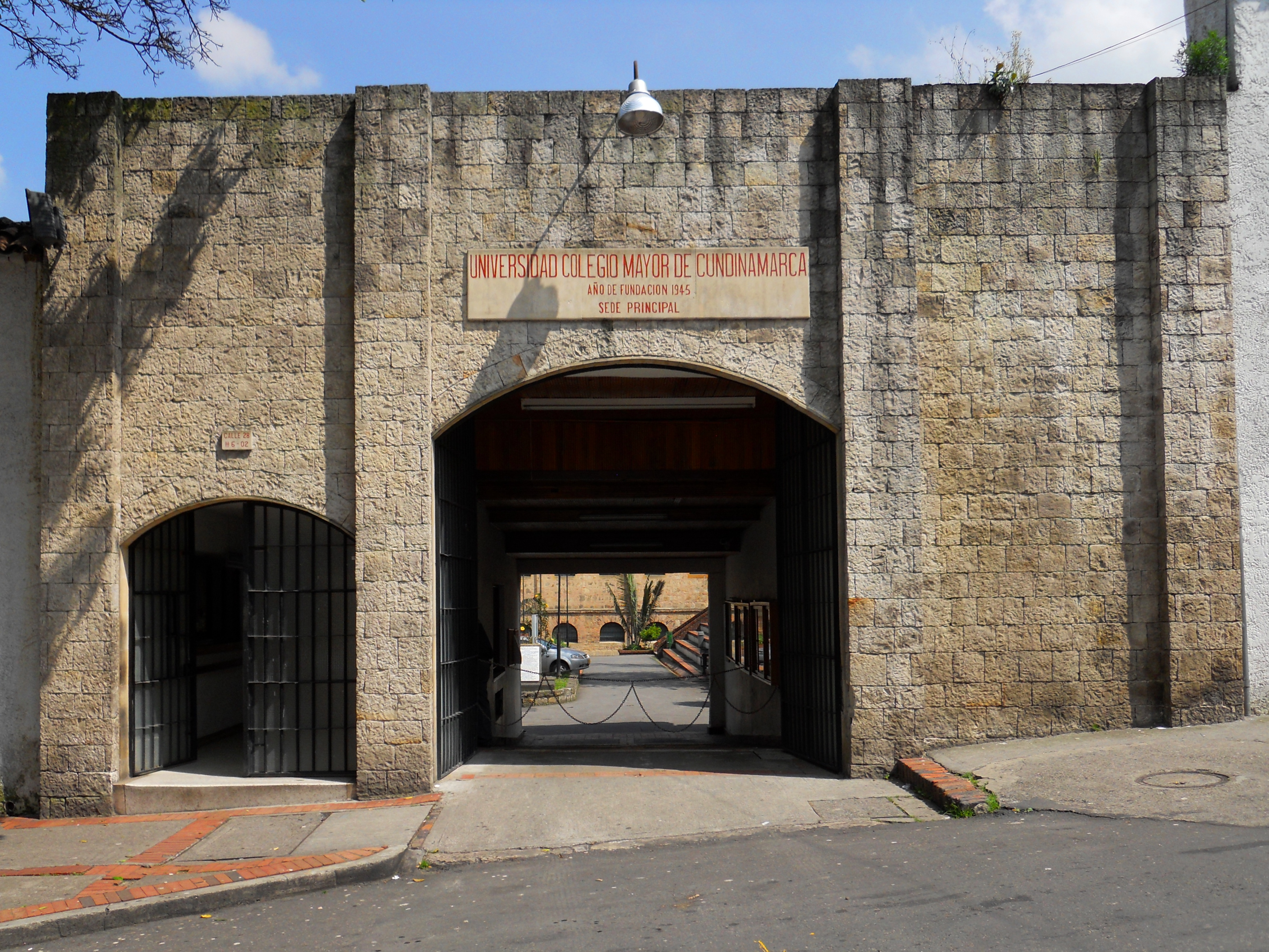
Sede Principal Bogotá, ingreso.
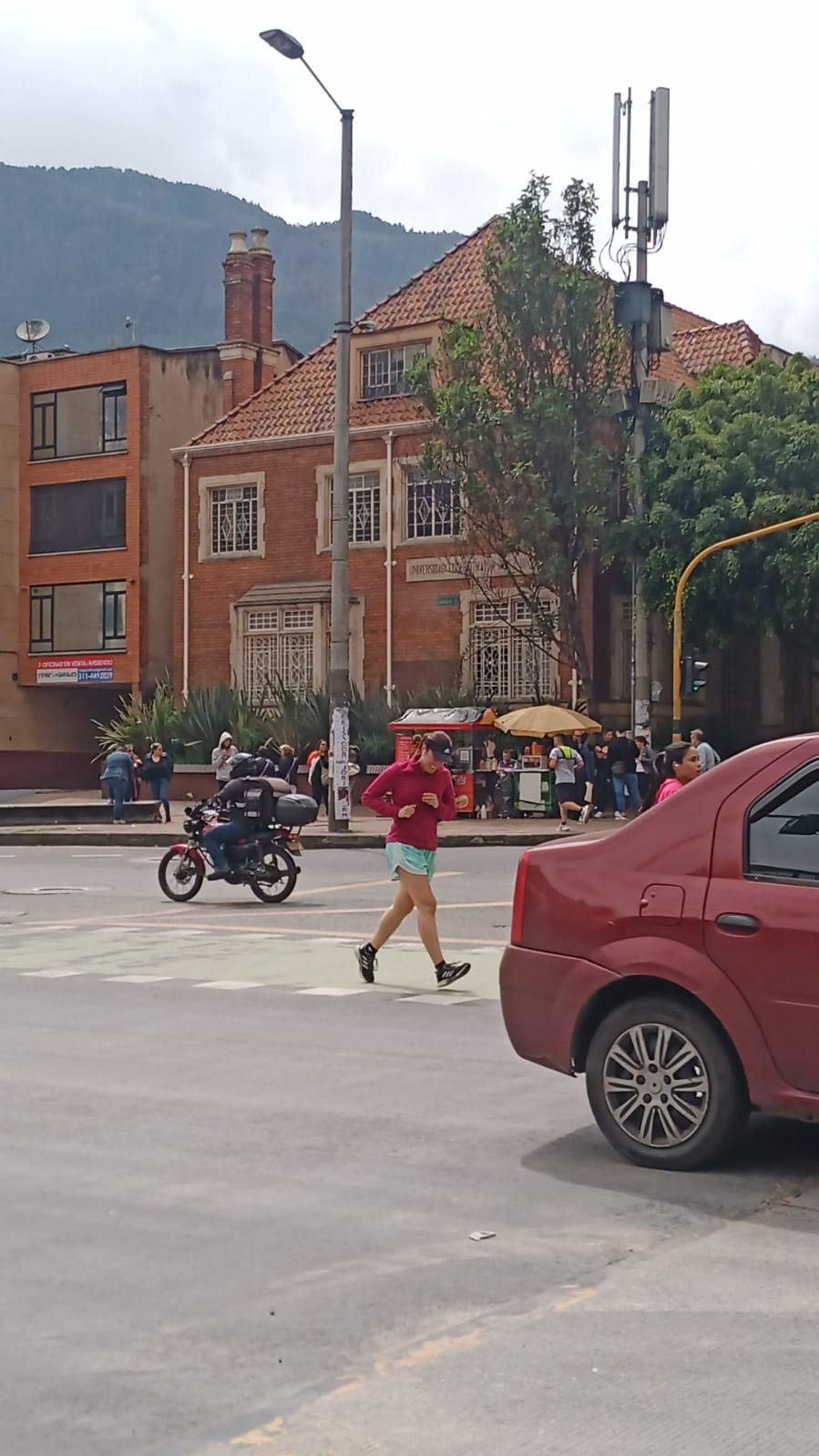
Facultad de Derecho, sede Bogotá, Calle 34.
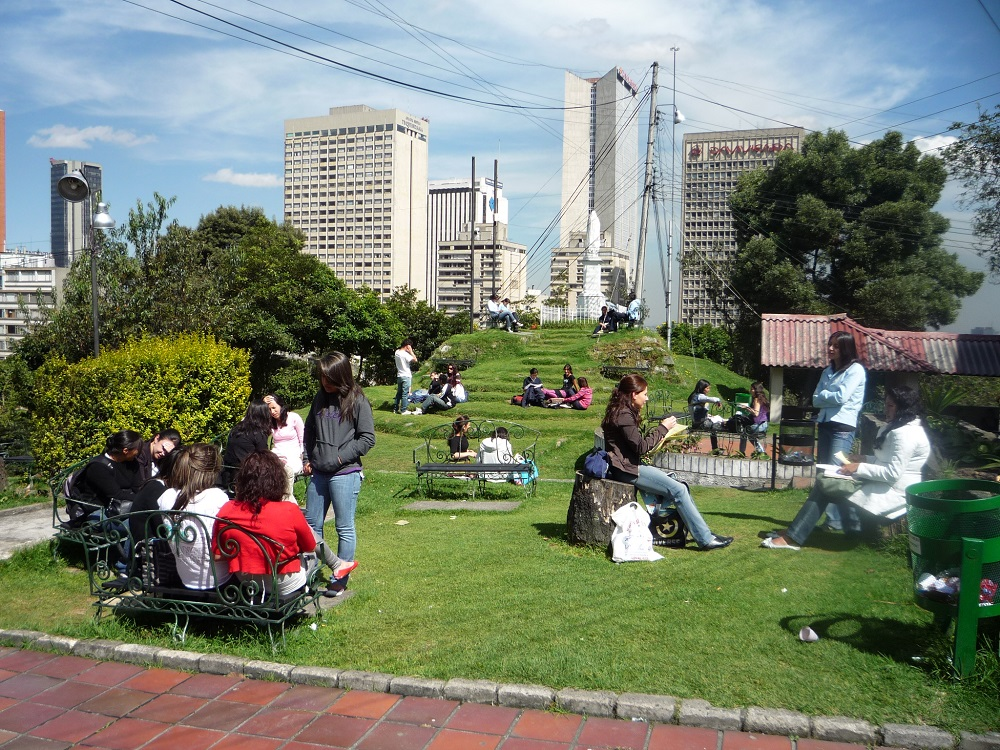
Vista interior sede principal
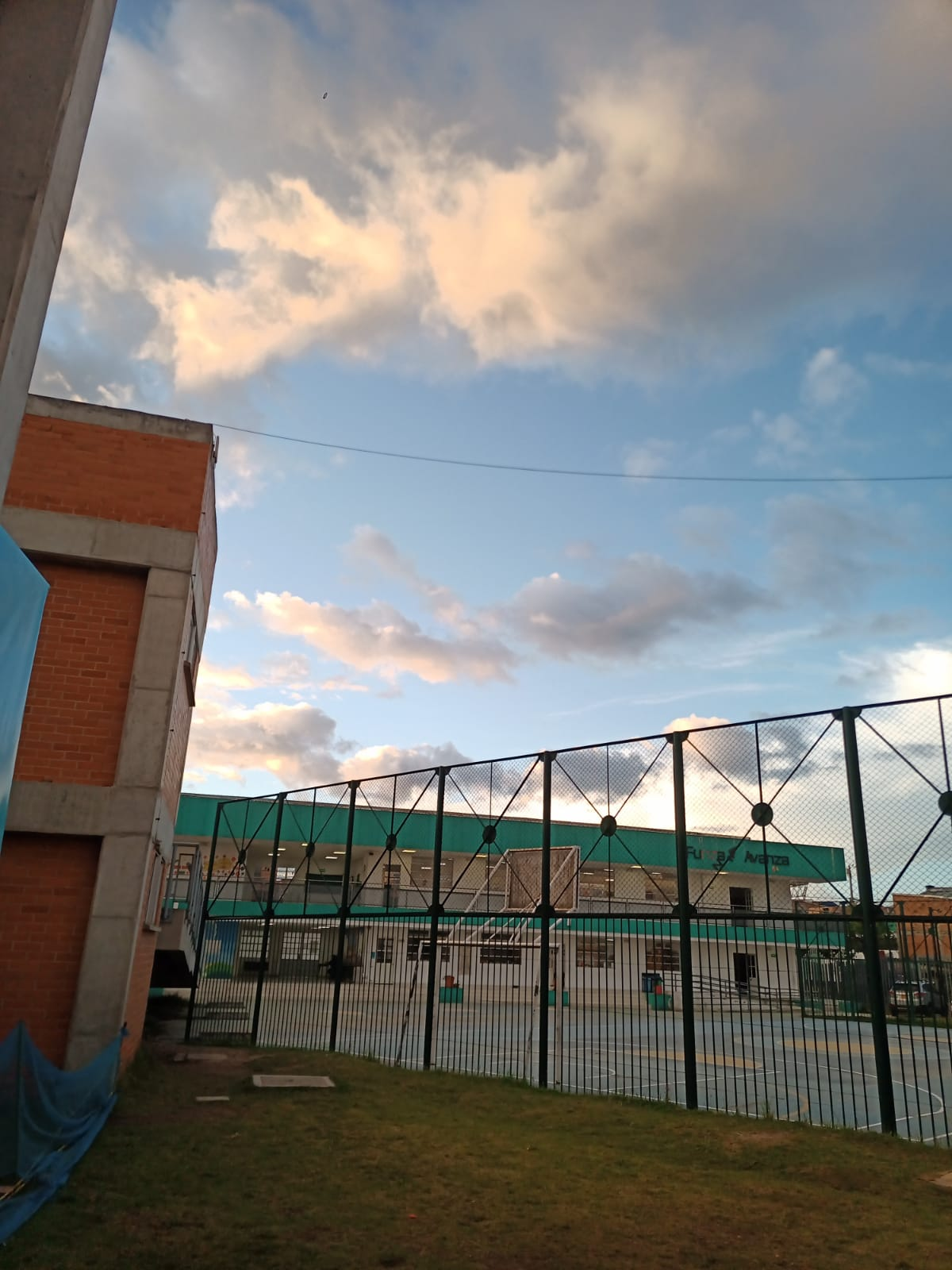
Vista interior sede Funza, derecho UCMC.
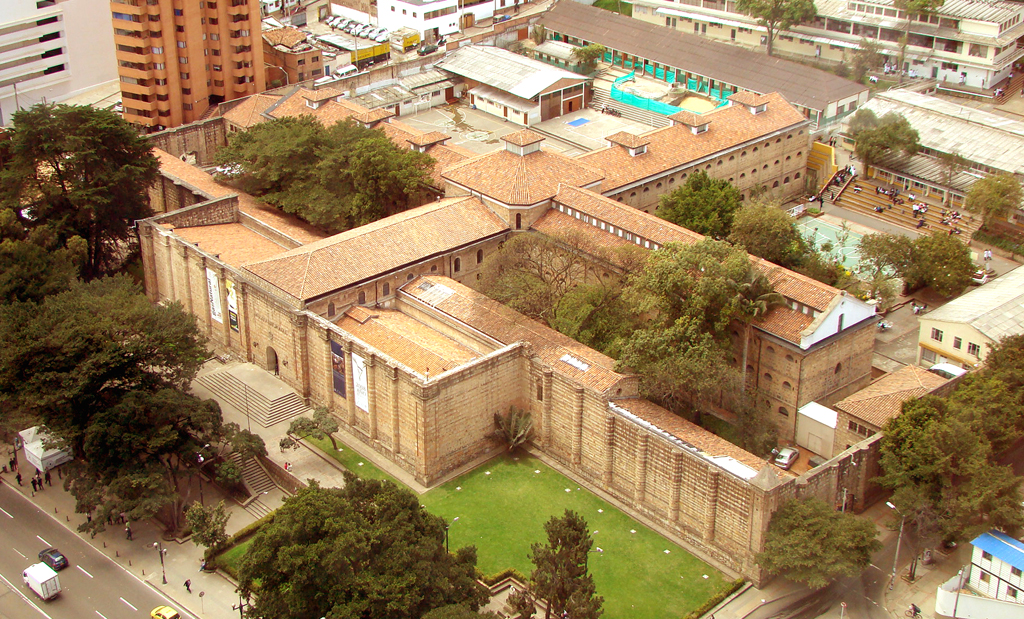
Vista aérea del Museo Nacional de Colombia (en frente) y la sede principal de la UCMC (atrás)
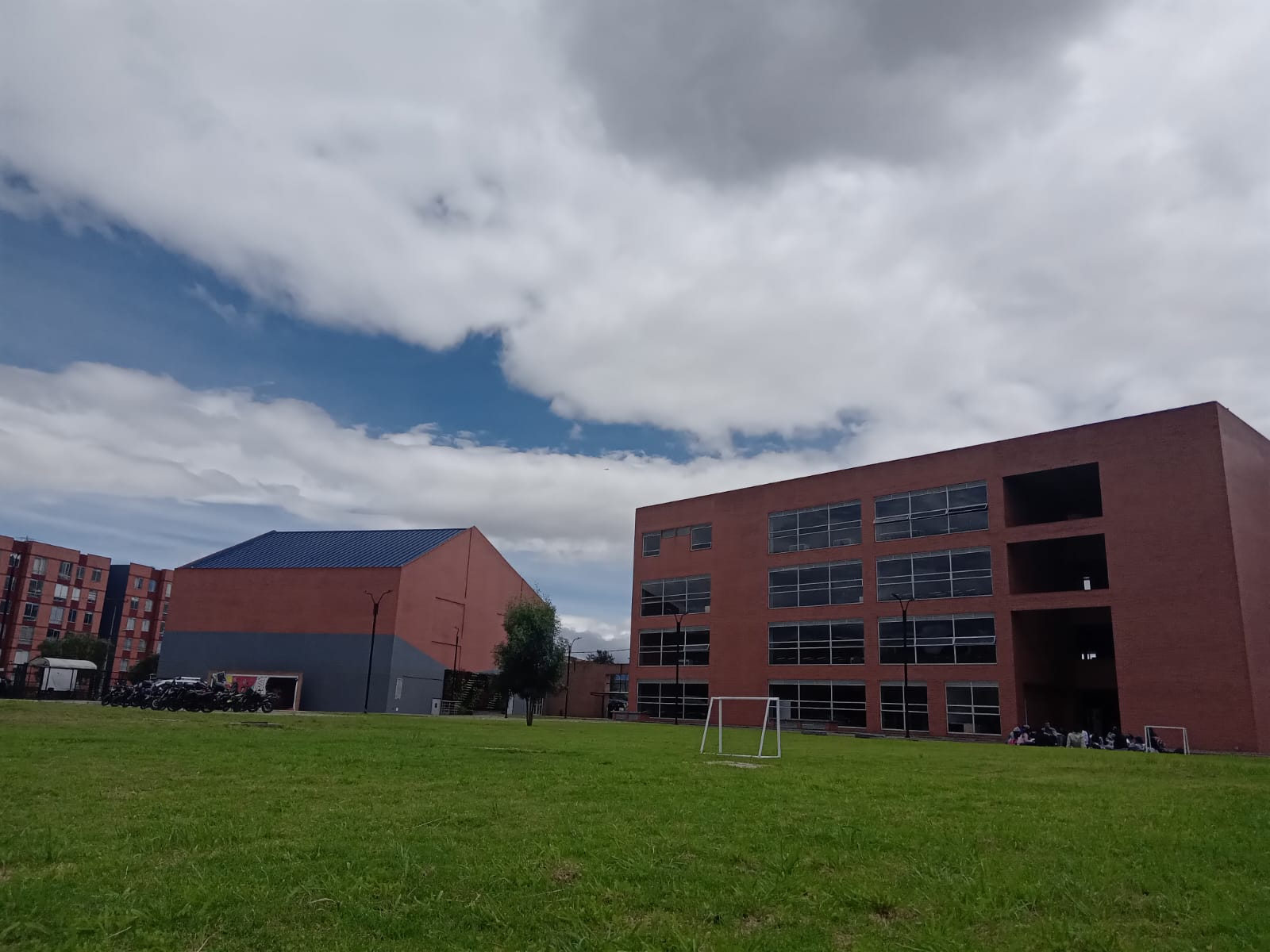
Auditorio y edificio principal Universidad Pública de Kennedy, sede Tintal UCMC.

## Sedes en Cundinamarca
| Municipio  | Facultad                              | Programa                               | Sede                                                                                      |
| Funza      | Facultad de Administración y Economía | Tecnología en Asistencia Gerencial.    | Calle 15 No. 6-40, Institución Educativa Departamental Miguel Antonio Caro sede Principal |
| Funza      | Facultad de Administración y Economía | Administración de Empresas Comerciales | Calle 15 No. 6-40, Institución Educativa Departamental Miguel Antonio Caro sede Principal |
| Funza      | Facultad de Derecho                   | Derecho                                | Carrera 16, Institución Educativa Departamental Miguel Antonio Caro sede La Inmaculada.   |
| Fusagasugá | Facultad de Derecho                   | Derecho                                | Transversal 12 No 16 Bis – 56, Institución Educativa Municipal Carlos Lozano y Lozano     |

## Principios Institucionales

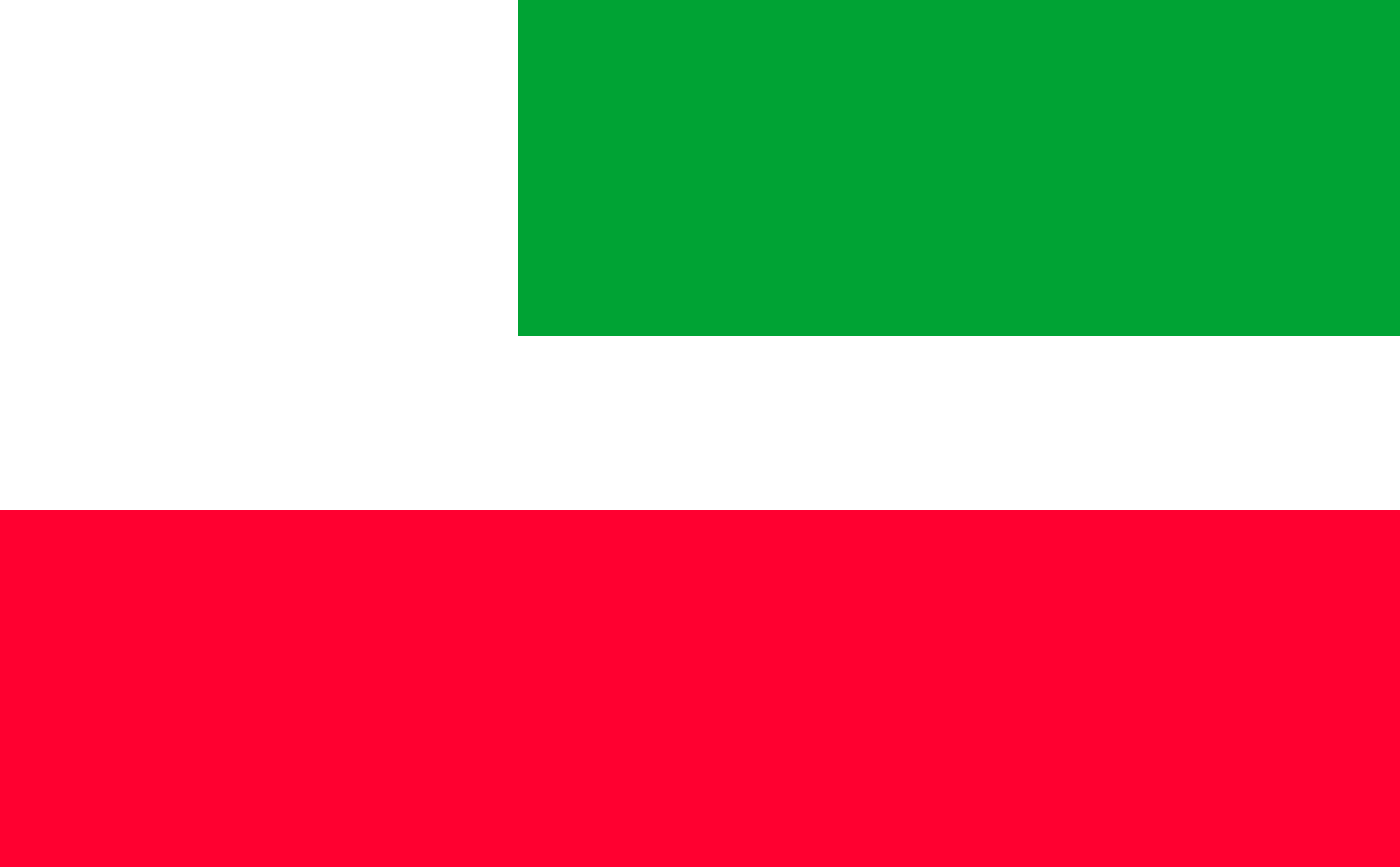
Bandera Universidad Colegio Mayor de Cundinamarca

- Autonomía: voluntad personal y colectiva de asumir libremente la responsabilidad y el compromiso de participación, en la gestión de los procesos misionales e institucionales, dentro de los roles y funciones que a cada uno compete, en el marco de la gobernanza institucional.
- Participación: capacidad de involucrarse e intervenir en las decisiones de la institución. La participación es la columna estructural individual y colectiva, que dinamiza la vida académica; por ello no se trata de un proceso lineal ni unidireccional, sino de una exigencia asumida por los estamentos directivo, administrativo, docente y estudiantil, los cuales asimilan y valoran la Universidad como un sistema y adoptan decisiones compartidas y responsables orientadas al cumplimiento de metas y objetivos institucionales.
- Responsabilidad: compromiso individual e institucional para participar en la generación de conocimiento, en los procesos formativos, en las comunidades y las organizaciones, así como para relacionarse con los demás procurando el cuidado de sí, de los otros y de la naturaleza.
- Respeto: consigo mismo y por lo demás, causa raíz de la convivencia. Respeto a la diferencia, a la diversidad, al desarrollo personal e institucional. Columna vertebral en la consolidación de una comunidad académica incluyente, propósito institucional de la Universidad Colegio Mayor de Cundinamarca.
- Excelencia: compromiso con la calidad en el quehacer institucional; el mejoramiento continuo de los procesos, académicos y administrativos; el bienestar de la comunidad académica y administrativa; la consolidación de un ambiente organizacional generador de una calidad de vida. Es un compromiso individual y colectivo en la Universidad Colegio Mayor de Cundinamarca.
- Liderazgo: capacidad para la toma de decisiones acertadas dentro de un colectivo, que contribuyen a la consecución de los logros individuales, grupales e institucionales, con el fin de alcanzar metas comunes que favorezcan a las comunidades y las organizaciones.
- Transparencia: principio que valora la honestidad individual, colectiva e institucional en la forma de actuar y de relacionarse con el entorno, en el cumplimiento normativo de sus funciones, así como la posición ética que garantiza la protección de la integridad de las personas, la institución y sus recursos.